# Кабрель, Франсис
Франси́с Кабре́ль (фр. Francis Cabrel, род. 23 ноября 1953, Ажен, Франция) — французский исполнитель, композитор и автор песен.

## Биография
Франсис Кабрель родился 23 ноября 1953 года в Ажене, в небогатой семье с фриульскими корнями. Отец, работавший в кондитерской, был любителем шарманки, мать, кассирша в кафе, прекрасно пела. У Франсиса есть сестра Мартин и брат Филипп. Он вырос на юге Франции, в небольшом городке Астафоре, где и живёт по сей день.
В 13 лет он впервые услышал по радио песню Боба Дилана «Like a Rolling Stone», открытие, повлиявшее на всю его карьеру. Первую гитару ему подарил дядя Фредди на Рождество, и Франсис начал сочинять свои первые песни, чтобы побороть застенчивость: «Я думал, что гитара сделает меня интересней в глазах других», — объяснит он позже. Позже он начинает переводить песни Нила Янга, Леонарда Коэна и Боба Дилана, таким образом изучая английский язык.
В 17 лет он собрал свою первую фолк-рок группу, которая, впрочем, продержалась совсем недолго. Тем временем из лицея Bernard Palissy d’Agen его выгнали за нарушение дисциплины, и в 19 он начал самостоятельно зарабатывать на жизнь: работал на обувном складе в Ажене, а субботними вечерами играл на танцплощадках с очередной группой — «Ray Frank et les Jazzmen» — которая потом стала называться «Les Gaulois», «Галлы» — из-за «галльских» усов, которые носил каждый участник. Эта группа оказалась достаточно устойчивой, но «кабрелевский» репертуар, фолк-рок и блюз, не подходил для тогдашней провинциальной дискотеки, требовавшей французских хитов, поэтому от Дилана и Клэптона пришлось перейти к Мишелю Сарду.
В 1974 в Тулузе он принимает участие в песенном конкурсе на Sud Radio. Его песня «Petite Marie» (альбом «Les Murs de poussière»), посвященная жене Мариетте, выигрывает песенный конкурс. Кроме того он получает 2000 франков и контракт с фирмой CBS.
В 1977 совместно с компанией CBS «Новая французская песня» Кабрель выпустил свой дебютный альбом " Ma ville ", но вскоре почувствовал, что аранжировки, сделанные звукозаписывающей компанией, ему не нравятся и отказался от версии песни «Petite Marie», представленной на альбоме.

## Дискография
| - 1977 : Les Murs de poussière - 1979 : Les Chemins de traverse - 1980 : Fragile - 1981 : Carte postale - 1983 : Quelqu’un de l’intérieur - 1985 : Photos de voyages - 1989 : Sarbacane - 1994 : Samedi soir sur la Terre - 1999 : Hors-saison - 2004 : Les Beaux Dégâts - 2008 : Des roses et des orties - 2012 : Vise le ciel - 2015 : In extremis - 2020 : À l’aube revenant | - 1984 : Cabrel public - 1991 : D’une Ombre à l’autre - 2000 : Double Tour - 2005 : La Tournée des Bodegas - 2009 : La Tournée des roses et des orties - 2016 : L’In extremis tour - 2020 : Show rock’n’roll | - 1987 : Cabrel 77-87 - 1998 : Algo más de amor - 2007 : L’essentiel 1977—2007 - 2017 : L’Essentiel 1977—2017 |

## Интересные факты
- Франсис Кабрель был причастен к политической жизни Астафора. В 1989 году он был избран муниципальным советником. Ушел в отставку в 2004 году.
- Он большой фанат Боба Дилана, знает наизусть весь его репертуар.
- Коллекционирует гитары (уже более пятидесяти).
- Иногда пишет для других артистов, таких как Rose Laurens (Quand tu pars, 1986), Maurane (Qui à part nous ?, 2000), а также Isabelle Boulay (Une autre vie, 2004), Johnny Hallyday (Je m’arrête là, 2008).
- В 2006 году был вынужден отменить два концерта в Новой Каледонии из-за анонимных угроз.

## Награды
- Большая медаль французской песни от Французской Академии, 2010[3].

## Документальные фильмы
- 2015 — Франсис Кабрель, скромный певец / Francis Cabrel, un chanteur très discret (реж. Тьерри Тестон / Thierry Teston, Лоран Тессье / Laurent Thessier)